# Silanus
Silanus (sardisk: Silànos) er en by og en kommune (comune) i provinsen Nuoro i regionen Sardinien i Italien. Byen ligger i 432 meters højde og har 2.142 indbyggere (2016). Kommunen har et areal på 47,94 km² og grænser til kommunerne Bolotana, Bortigali, Dualchi, Lei og Noragugume.